# Фальконьери, Паоло
Паоло Фальконьери, настоящее имя Паоло Марио Бенчивенни (итал. Paolo Falconieri, Paolo Mario Bencivenni; 24 марта 1634, Рим — 13 марта 1704) — итальянский архитектор, живописец и математик.

## Биография
Паоло Марио Бенчивенни родился в Риме, происходил из знатной флорентийской семьи Пьеро ди Паоло и Дианоры ди Франческо дель Бене, и был крещен 31-го числа того же месяца в приходе Санта-Катерина. Его часто путают с двоюродным братом Паоло Франческо Фальконьери (1626—1696).
Интеллектуальные интересы Фальконьери были широки. Он был членом двора Великого герцога тосканского Козимо III Медичи и видным членом флорентийской Академии дель Чименто. Был избран в Академию в 1668 году, чтобы сопровождать секретаря Лоренцо Магалотти в представлении Королевскому обществу в Лондоне и королю Карлу II копий недавно напечатанных во Флоренции отчётов экспериментальной науки (Saggi di naturali esperienze).
В качестве архитектора Фальконьери разработал в 1681 году план расширения Палаццо Питти, а также проект оформления интерьеров Палаццо Панчатики во Флоренции.